# سلیم (سوریه)
سلیم (به عربی: سلیم) یک منطقهٔ مسکونی در سوریه است که در سویدا واقع شده‌است. سلیم ۲٬۱۲۹ نفر جمعیت دارد.